# Alma's Way
《Alma's Way》는 미국의 컴퓨터 애니메이션 텔레비전 시리즈이다.

## 개요
Alma Rivera는 가족 및 친구들과 함께 브롱크스에 사는 6세 소녀이다. 그녀는 매일 많은 문제에 직면하고, 일상의 문제를 해결하기 위해 항상 멈추고, 듣고, 보고, 생각하고 설명한다.